# Щербина, Аким Аполлонович
Щербина Аким Аполлонович (22 сентября 1891, Шамовка, Херсонская губерния — 6 декабря 1943, Шамовка, Кировоградская область) — советский подпольщик.

## Биография
Родился 22 сентября 1891 года в селе Шамовка (ныне в составе села Дмитровка Кировоградской области) в крестьянской семье.
Получил среднее образование, учился на курсах горных мастеров.
С 1905 года работал монтёром, машинистом паровоза на станции Знаменка. Участник революционных событий 1905 и 1917 годов на станции Знаменка. В годы гражданской войны воевал в составе кавалерийской бригады Г. Котовского. В 1920-х годах — член ВУЦИК. В родном селе организовал колхоз «Волна революции».
С 1930 года — в Кривом Роге: монтёр, механик, главный механик шахты имени Орджоникидзе шахтоуправления имени Ленина. Ударник труда, стахановец.
С началом Великой Отечественной войны, в августе 1941 года, был в истребительном батальоне, в составе спецгрупп подрывал криворожские шахты перед отступлением. Вернулся в родное село, где вступил в подпольную группу, был в партизанском отряде имени Ворошилова (командир В. О. Ярош).
Погиб 6 декабря 1943 года в селе Шамовка в бою с карателями.

### Семья
Четверо сыновей: Владимир, Григорий, Александр, Василий.

## Память
- Имя на стеле в родном селе.